# رينيه ليبر
رينيه ليبر (بالفرنسية: René Libeer)‏ كان ملاكم محترف فرنسي صنّف ضمن فئة وزن الذبابة. سبق أن شارك في دورة الألعاب الأولمبية الصيفية سنة 1956 وحقق الميدالية البرونزية فيها.

## إحصائيات
خاض خلال مسيرته 39 نزالا، فاز في 27 وتعادل في 4 وخسر في 8. فاز بالضربة القاضية في 13 نزالا.

## الميداليات
| الميدالية | المسابقة                       |
| --------- | ------------------------------ |
| برونزية   | الألعاب الأولمبية الصيفية 1956 |

## روابط خارجية
- رينيه ليبر على موقع بوكس ريك (الإنجليزية) (registration required)
- رينيه ليبر على موقع اللجنة الأولمبية الدولية (الإنجليزية)
- رينيه ليبر على موقع أوليمبيديا (الإنجليزية)